# 21e étape du Tour de France 2016
Pour un article plus général, voir Tour de France 2016.

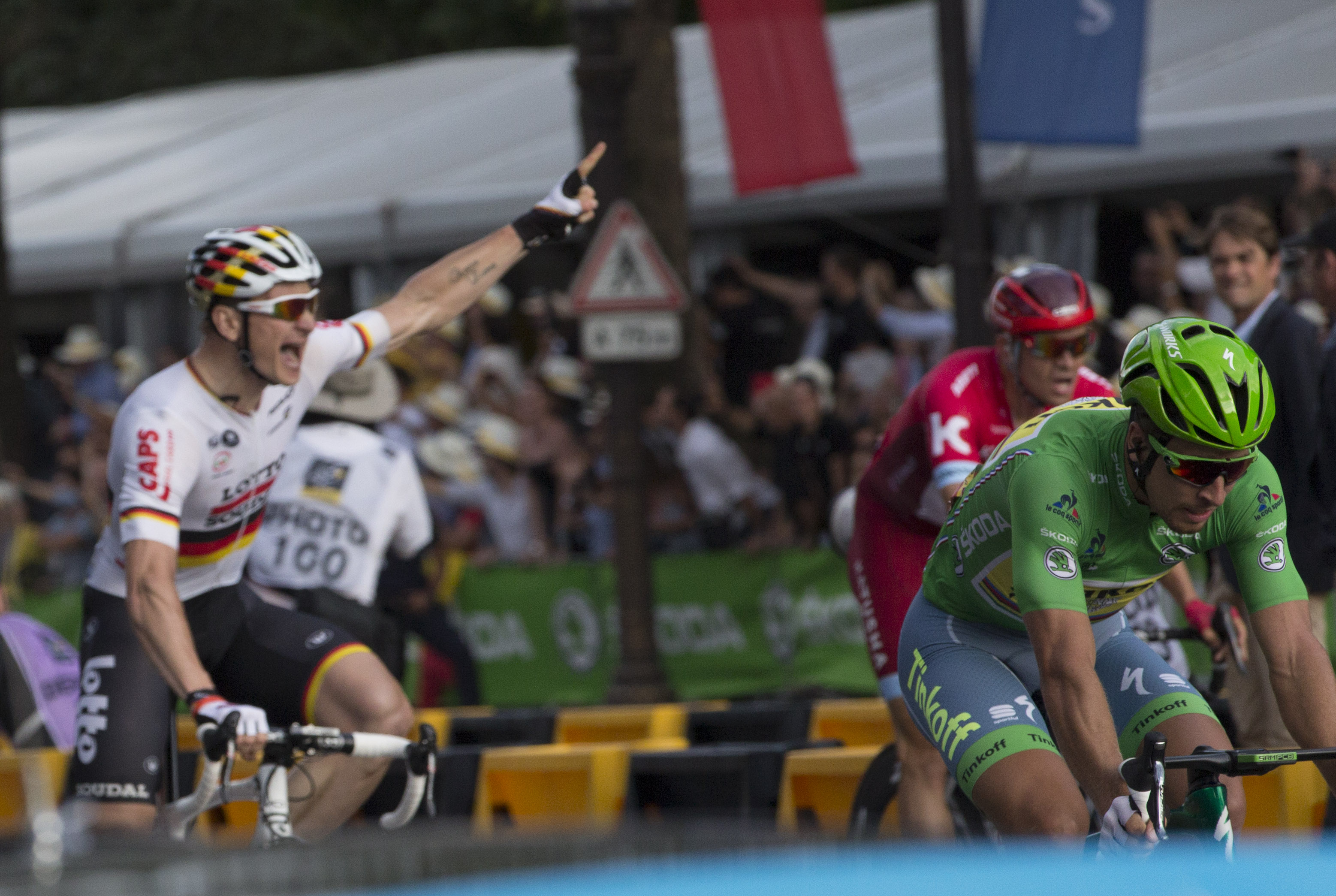

La 21e étape du Tour de France 2016 se déroule le dimanche 24 juillet 2016 entre Chantilly et Paris Champs-Élysées, sur une distance de 113 kilomètres.
Cette ultime étape est précédée par la 3e édition de La course by Le Tour de France, intégrée pour la première fois à l'UCI World Tour féminin.

## Parcours
La dernière étape s'élance de Chantilly pour arriver à Paris sur les Champs-Elysées. Au 57e kilomètre, les coureurs feront leur entrée sur le circuit habituel pour 8 tours de 6,8 kilomètres passant par le Louvre, les Champs-Elysées et l'Arc de Triomphe. L'étape se court en fin de journée puisque l'arrivée est prévue aux alentours de 19h15.

## Résultats

### Classement de l'étape
| \| Classement de l'étape \| Classement de l'étape \| Classement de l'étape \| Classement de l'étape \| Classement de l'étape \| \| Coureur \| Coureur \| Pays \| Équipe \| Temps \| \| --------------------- \| --------------------------- \| --------------------- \| -------------------------- \| --------------------- \| \| 1er \| André Greipel \| Allemagne \| Lotto-Soudal \| 2 h 43 min 08 s \| \| 2e \| Peter Sagan \| Slovaquie \| Tinkoff \| + 0 s \| \| 3e \| Alexander Kristoff \| Norvège \| Katusha \| + 0 s \| \| 4e \| Edvald Boasson Hagen \| Norvège \| Dimension Data \| + 0 s \| \| 5e \| Michael Matthews \| Australie \| Orica-BikeExchange \| + 0 s \| \| 6e \| Jasper Stuyven \| Belgique \| Trek-Segafredo \| + 0 s \| \| 7e \| Ramūnas Navardauskas \| Lituanie \| Cannondale-Drapac \| + 0 s \| \| 8e \| Christophe Laporte \| France \| Cofidis, Solutions Crédits \| + 0 s \| \| 9e \| Sam Bennett \| Irlande \| Bora-Argon 18 \| + 0 s \| \| 10e \| Reinardt Janse van Rensburg \| Afrique du Sud \| Dimension Data \| + 0 s \| |                             |                |                            |                 |
| |                             |                |                            |                 |
| Sources : ProCyclingStats Cycling Quotient |                             |                |                            |                 |
| Classement de l'étape |                             |                |                            |                 |
| Coureur | Coureur                     | Pays           | Équipe                     | Temps           |
| 1er | André Greipel               | Allemagne      | Lotto-Soudal               | 2 h 43 min 08 s |
| 2e | Peter Sagan                 | Slovaquie      | Tinkoff                    | + 0 s           |
| 3e | Alexander Kristoff          | Norvège        | Katusha                    | + 0 s           |
| 4e | Edvald Boasson Hagen        | Norvège        | Dimension Data             | + 0 s           |
| 5e | Michael Matthews            | Australie      | Orica-BikeExchange         | + 0 s           |
| 6e | Jasper Stuyven              | Belgique       | Trek-Segafredo             | + 0 s           |
| 7e | Ramūnas Navardauskas        | Lituanie       | Cannondale-Drapac          | + 0 s           |
| 8e | Christophe Laporte          | France         | Cofidis, Solutions Crédits | + 0 s           |
| 9e | Sam Bennett                 | Irlande        | Bora-Argon 18              | + 0 s           |
| 10e | Reinardt Janse van Rensburg | Afrique du Sud | Dimension Data             | + 0 s           |

### Points attribués
| Sprint intermédiaire Paris - Haut des Champs-Élysées (3e passage) (km 73,5) | Sprint intermédiaire Paris - Haut des Champs-Élysées (3e passage) (km 73,5) | Sprint intermédiaire Paris - Haut des Champs-Élysées (3e passage) (km 73,5) | Sprint intermédiaire Paris - Haut des Champs-Élysées (3e passage) (km 73,5) | Sprint intermédiaire Paris - Haut des Champs-Élysées (3e passage) (km 73,5) |
| --------------------------------------------------------------------------- | --------------------------------------------------------------------------- | --------------------------------------------------------------------------- | --------------------------------------------------------------------------- | --------------------------------------------------------------------------- |
|                                                                             | Coureur                                                                     | Pays                                                                        | Équipe                                                                      | Point(s)                                                                    |
| 1er                                                                         | Marcus Burghardt                                                            | Allemagne                                                                   | BMC Racing                                                                  | 20                                                                          |
| 2e                                                                          | Jan Bárta                                                                   | Tchéquie                                                                    | Bora-Argon 18                                                               | 17                                                                          |
| 3e                                                                          | Daniel Teklehaimanot                                                        | Érythrée                                                                    | Dimension Data                                                              | 15                                                                          |
| 4e                                                                          | Jérémy Roy                                                                  | France                                                                      | FDJ                                                                         | 13                                                                          |
| 5e                                                                          | Lawson Craddock                                                             | États-Unis                                                                  | Cannondale-Drapac                                                           | 11                                                                          |
| 6e                                                                          | Alexis Gougeard                                                             | France                                                                      | AG2R La Mondiale                                                            | 10                                                                          |
| 7e                                                                          | Brice Feillu                                                                | France                                                                      | Fortuneo-Vital Concept                                                      | 9                                                                           |
| 8e                                                                          | Rui Costa                                                                   | Portugal                                                                    | Lampre-Merida                                                               | 8                                                                           |
| 9e                                                                          | Romain Sicard                                                               | France                                                                      | Direct Énergie                                                              | 7                                                                           |
| 10e                                                                         | Fabrice Jeandesboz                                                          | France                                                                      | Direct Énergie                                                              | 6                                                                           |
| 11e                                                                         | Petr Vakoč                                                                  | Tchéquie                                                                    | Etixx-Quick Step                                                            | 5                                                                           |
| 12e                                                                         | Thomas De Gendt                                                             | Belgique                                                                    | Lotto-Soudal                                                                | 4                                                                           |
| 13e                                                                         | Thomas Voeckler                                                             | France                                                                      | Direct Énergie                                                              | 3                                                                           |
| 14e                                                                         | Sylvain Chavanel                                                            | France                                                                      | Direct Énergie                                                              | 2                                                                           |
| 15e                                                                         | Antoine Duchesne                                                            | Canada                                                                      | Direct Énergie                                                              | 1                                                                           |
| modifier                                                                    |                                                                             |                                                                             |                                                                             |                                                                             |

| Arrivée d'étape Paris - Champs-Élysées (9e passage sur la ligne) (km 113) | Arrivée d'étape Paris - Champs-Élysées (9e passage sur la ligne) (km 113) | Arrivée d'étape Paris - Champs-Élysées (9e passage sur la ligne) (km 113) | Arrivée d'étape Paris - Champs-Élysées (9e passage sur la ligne) (km 113) | Arrivée d'étape Paris - Champs-Élysées (9e passage sur la ligne) (km 113) |
| ------------------------------------------------------------------------- | ------------------------------------------------------------------------- | ------------------------------------------------------------------------- | ------------------------------------------------------------------------- | ------------------------------------------------------------------------- |
|                                                                           | Coureur                                                                   | Pays                                                                      | Équipe                                                                    | Point(s)                                                                  |
| 1er                                                                       | André Greipel                                                             | Allemagne                                                                 | Lotto-Soudal                                                              | 50                                                                        |
| 2e                                                                        | Peter Sagan                                                               | Slovaquie                                                                 | Tinkoff                                                                   | 30                                                                        |
| 3e                                                                        | Alexander Kristoff                                                        | Norvège                                                                   | Katusha                                                                   | 20                                                                        |
| 4e                                                                        | Edvald Boasson Hagen                                                      | Norvège                                                                   | Dimension Data                                                            | 18                                                                        |
| 5e                                                                        | Michael Matthews                                                          | Australie                                                                 | Orica-BikeExchange                                                        | 16                                                                        |
| 6e                                                                        | Jasper Stuyven                                                            | Belgique                                                                  | Trek-Segafredo                                                            | 14                                                                        |
| 7e                                                                        | Ramūnas Navardauskas                                                      | Lituanie                                                                  | Cannondale-Drapac                                                         | 12                                                                        |
| 8e                                                                        | Christophe Laporte                                                        | France                                                                    | Cofidis                                                                   | 10                                                                        |
| 9e                                                                        | Sam Bennett                                                               | Irlande                                                                   | Bora-Argon 18                                                             | 8                                                                         |
| 10e                                                                       | Reinardt Janse van Rensburg                                               | Afrique du Sud                                                            | Dimension Data                                                            | 7                                                                         |
| 11e                                                                       | Davide Cimolai                                                            | Italie                                                                    | Lampre-Merida                                                             | 6                                                                         |
| 12e                                                                       | Daniel McLay                                                              | Royaume-Uni                                                               | Fortuneo-Vital Concept                                                    | 5                                                                         |
| 13e                                                                       | Leigh Howard                                                              | Australie                                                                 | IAM                                                                       | 4                                                                         |
| 14e                                                                       | Maximiliano Richeze                                                       | Argentine                                                                 | Etixx-Quick Step                                                          | 3                                                                         |
| 15e                                                                       | Anthony Roux                                                              | France                                                                    | FDJ                                                                       | 2                                                                         |
| modifier                                                                  |                                                                           |                                                                           |                                                                           |                                                                           |

|   | Coureur            | Pays      | Équipe       | Secondes |
| - | ------------------ | --------- | ------------ | -------- |
| 1 | André Greipel      | Allemagne | Lotto-Soudal | 10 s     |
| 2 | Peter Sagan        | Slovaquie | Tinkoff      | 6 s      |
| 3 | Alexander Kristoff | Norvège   | Katusha      | 4 s      |

### Cols et côtes
| \| Côte de l'Ermitage (km 32,5) 4e catégorie (0,9 km à 7%) \| Côte de l'Ermitage (km 32,5) 4e catégorie (0,9 km à 7%) \| Côte de l'Ermitage (km 32,5) 4e catégorie (0,9 km à 7%) \| Côte de l'Ermitage (km 32,5) 4e catégorie (0,9 km à 7%) \| Côte de l'Ermitage (km 32,5) 4e catégorie (0,9 km à 7%) \| \| ------------------------------------------------------- \| ------------------------------------------------------- \| ------------------------------------------------------- \| ------------------------------------------------------- \| ------------------------------------------------------- \| \| \| Coureur \| Pays \| Équipe \| Point(s) \| \| 1er \| Roman Kreuziger \| Tchéquie \| Tinkoff \| 1 \| \| modifier \| \| \| \| \| |                 |          |         |          |
| Côte de l'Ermitage (km 32,5) 4e catégorie (0,9 km à 7%) |                 |          |         |          |
| | Coureur         | Pays     | Équipe  | Point(s) |
| 1er | Roman Kreuziger | Tchéquie | Tinkoff | 1        |
| modifier |                 |          |         |          |

## Classements à l'issue de l'étape

### Classement général
| \| Classement général \| Classement général \| Classement général \| Classement général \| Classement général \| \| Coureur \| Coureur \| Pays \| Équipe \| Temps \| \| ------------------ \| ------------------ \| ------------------ \| ------------------ \| ------------------ \| \| 1er \| Christopher Froome \| Royaume-Uni \| Team Sky \| 89 h 04 min 48 s \| \| 2e \| Romain Bardet \| France \| AG2R La Mondiale \| + 4 min 05 s \| \| 3e \| Nairo Quintana \| Colombie \| Movistar Team \| + 4 min 21 s \| \| 4e \| Adam Yates \| Royaume-Uni \| Orica-BikeExchange \| + 4 min 42 s \| \| 5e \| Richie Porte \| Australie \| BMC Racing Team \| + 5 min 17 s \| \| 6e \| Alejandro Valverde \| Espagne \| Movistar Team \| + 6 min 16 s \| \| 7e \| Joaquim Rodríguez \| Espagne \| Katusha \| + 6 min 58 s \| \| 8e \| Louis Meintjes \| Afrique du Sud \| Lampre-Merida \| + 6 min 58 s \| \| 9e \| Dan Martin \| Irlande \| Etixx-Quick Step \| + 7 min 04 s \| \| 10e \| Roman Kreuziger \| Tchéquie \| Tinkoff \| + 7 min 11 s \| |                    |                |                    |                  |
| |                    |                |                    |                  |
| Sources : ProCyclingStats Cycling Quotient |                    |                |                    |                  |
| Classement général |                    |                |                    |                  |
| Coureur | Coureur            | Pays           | Équipe             | Temps            |
| 1er | Christopher Froome | Royaume-Uni    | Team Sky           | 89 h 04 min 48 s |
| 2e | Romain Bardet      | France         | AG2R La Mondiale   | + 4 min 05 s     |
| 3e | Nairo Quintana     | Colombie       | Movistar Team      | + 4 min 21 s     |
| 4e | Adam Yates         | Royaume-Uni    | Orica-BikeExchange | + 4 min 42 s     |
| 5e | Richie Porte       | Australie      | BMC Racing Team    | + 5 min 17 s     |
| 6e | Alejandro Valverde | Espagne        | Movistar Team      | + 6 min 16 s     |
| 7e | Joaquim Rodríguez  | Espagne        | Katusha            | + 6 min 58 s     |
| 8e | Louis Meintjes     | Afrique du Sud | Lampre-Merida      | + 6 min 58 s     |
| 9e | Dan Martin         | Irlande        | Etixx-Quick Step   | + 7 min 04 s     |
| 10e | Roman Kreuziger    | Tchéquie       | Tinkoff            | + 7 min 11 s     |

### Classement par points
| Classement par points | Classement par points | Classement par points | Classement par points | Classement par points |
| --------------------- | --------------------- | --------------------- | --------------------- | --------------------- |
|                       | Coureur               | Pays                  | Équipe                | Point(s)              |
| 1er                   | Peter Sagan           | Slovaquie             | Tinkoff               | 470 points            |
| 2e                    | Marcel Kittel         | Allemagne             | Etixx-Quick Step      | 228 pts               |
| 3e                    | Michael Matthews      | Australie             | Orica-BikeExchange    | 199 pts               |
| 4e                    | André Greipel         | Allemagne             | Lotto-Soudal          | 178 pts               |
| 5e                    | Alexander Kristoff    | Norvège               | Katusha               | 172 pts               |
| 6e                    | Bryan Coquard         | France                | Direct Énergie        | 156 pts               |
| 7e                    | Thomas De Gendt       | Belgique              | Lotto-Soudal          | 154 pts               |
| 8e                    | Greg Van Avermaet     | Belgique              | BMC Racing            | 136 pts               |
| 9e                    | Christopher Froome    | Royaume-Uni           | Sky                   | 131 pts               |
| 10e                   | Rafał Majka           | Pologne               | Tinkoff               | 120 pts               |
| modifier              |                       |                       |                       |                       |

### Classement du meilleur grimpeur
| Classement du meilleur grimpeur | Classement du meilleur grimpeur | Classement du meilleur grimpeur | Classement du meilleur grimpeur | Classement du meilleur grimpeur |
| ------------------------------- | ------------------------------- | ------------------------------- | ------------------------------- | ------------------------------- |
|                                 | Coureur                         | Pays                            | Équipe                          | Point(s)                        |
| 1er                             | Rafał Majka                     | Pologne                         | Tinkoff                         | 209 points                      |
| 2e                              | Thomas De Gendt                 | Belgique                        | Lotto-Soudal                    | 130 pts                         |
| 3e                              | Jarlinson Pantano               | Colombie                        | IAM                             | 121 pts                         |
| 4e                              | Ilnur Zakarin                   | Russie                          | Katusha                         | 84 pts                          |
| 5e                              | Rui Costa                       | Portugal                        | Lampre-Merida                   | 76 pts                          |
| 6e                              | Serge Pauwels                   | Belgique                        | Dimension Data                  | 62 pts                          |
| 7e                              | Stef Clement                    | Pays-Bas                        | IAM                             | 53 pts                          |
| 8e                              | Vincenzo Nibali                 | Italie                          | Astana                          | 36 pts                          |
| 9e                              | Kristijan Đurasek               | Croatie                         | Lampre-Merida                   | 36 pts                          |
| 10e                             | Thomas Voeckler                 | France                          | Direct Énergie                  | 33 pts                          |
| modifier                        |                                 |                                 |                                 |                                 |

### Classement du meilleur jeune
| Classement général du meilleur jeune | Classement général du meilleur jeune | Classement général du meilleur jeune | Classement général du meilleur jeune | Classement général du meilleur jeune |
|                                      | Coureur                              | Pays                                 | Équipe                               | Temps                                |
| ------------------------------------ | ------------------------------------ | ------------------------------------ | ------------------------------------ | ------------------------------------ |
| 1er                                  | Adam Yates                           | Royaume-Uni                          | Orica-BikeExchange                   | en 89 h 9 min 30 s                   |
| 2e                                   | Louis Meintjes                       | Afrique du Sud                       | Lampre-Merida                        | + 2 min 16 s                         |
| 3e                                   | Emanuel Buchmann                     | Allemagne                            | Bora-Argon 18                        | + 42 min 58 s                        |
| 4e                                   | Warren Barguil                       | France                               | Giant-Alpecin                        | + 47 min 32 s                        |
| 5e                                   | Wilco Kelderman                      | Pays-Bas                             | Lotto NL-Jumbo                       | + 1 h 19 min 56 s                    |
| modifier                             |                                      |                                      |                                      |                                      |

### Classement par équipes
| Classement par équipes | Classement par équipes | Classement par équipes | Classement par équipes |
|                        | Équipe                 | Pays                   | Temps                  |
| ---------------------- | ---------------------- | ---------------------- | ---------------------- |
| 1re                    | Movistar               | Espagne                | en 267 h 20 min 45 s   |
| 2e                     | Sky                    | Royaume-Uni            | + 8 min 14 s           |
| 3e                     | BMC Racing             | États-Unis             | + 48 min 11 s          |
| 4e                     | AG2R La Mondiale       | France                 | + 56 min 50 s          |
| 5e                     | Astana                 | Kazakhstan             | + 1 h 16 min 58 s      |
| modifier               |                        |                        |                        |

## Abandon
- 185 -  Tony Martin (Etixx-Quick Step) : abandon